# Agave americana

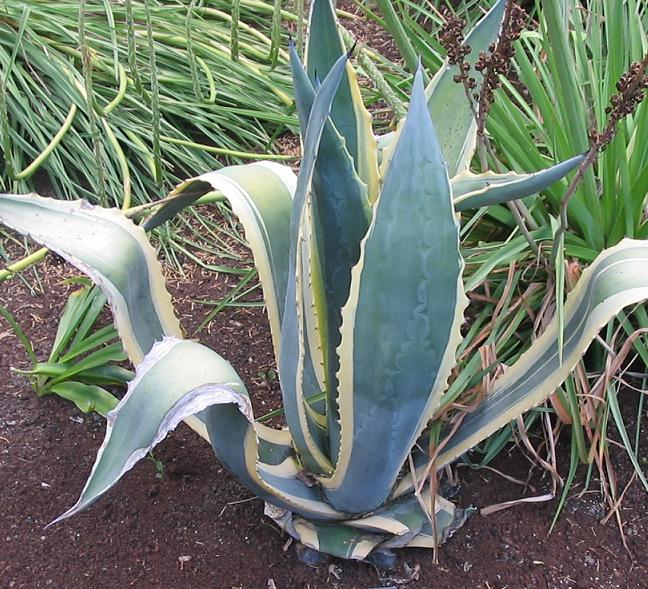
Variedad marginata

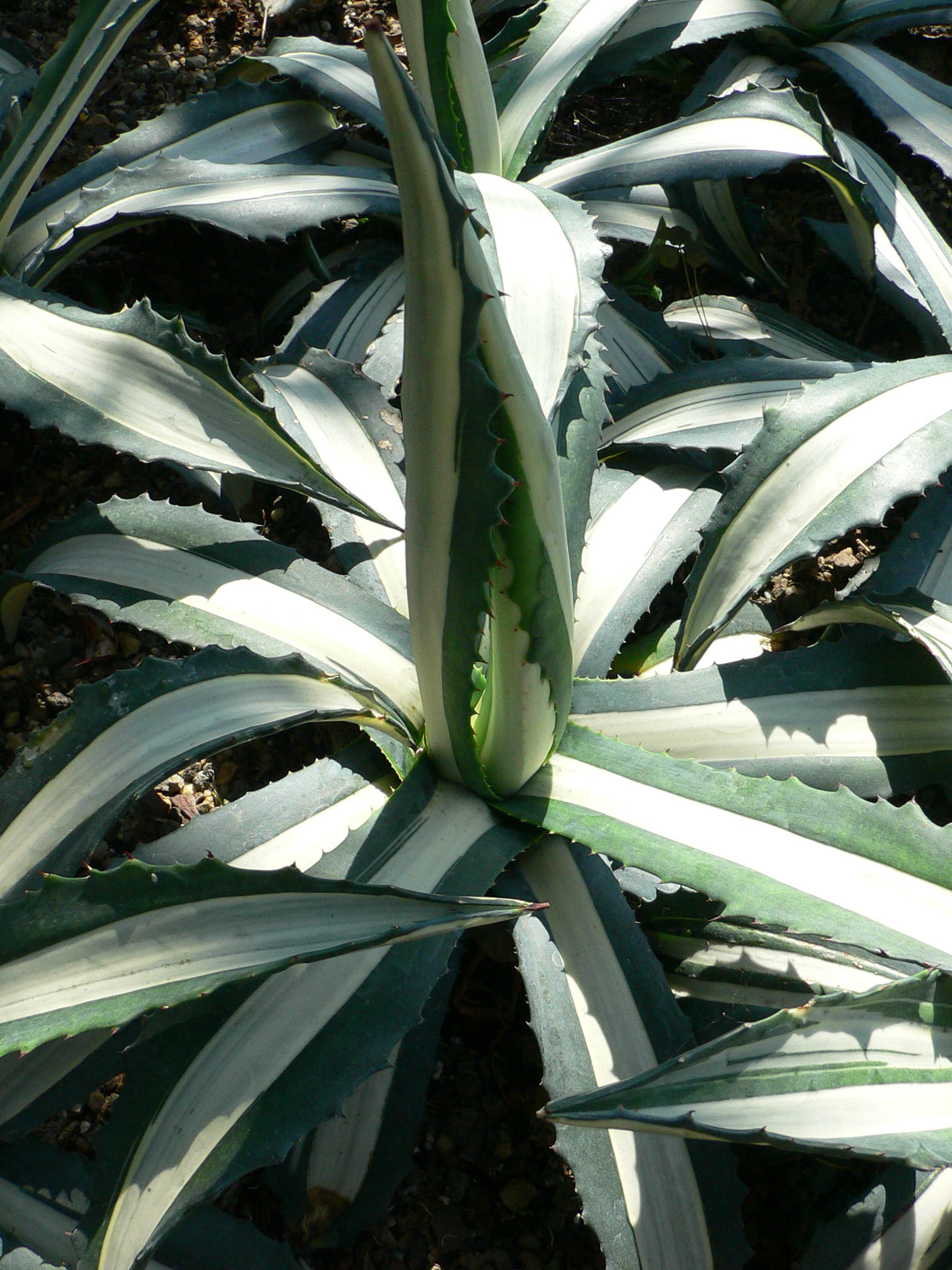
Variedad Agave medio-picta

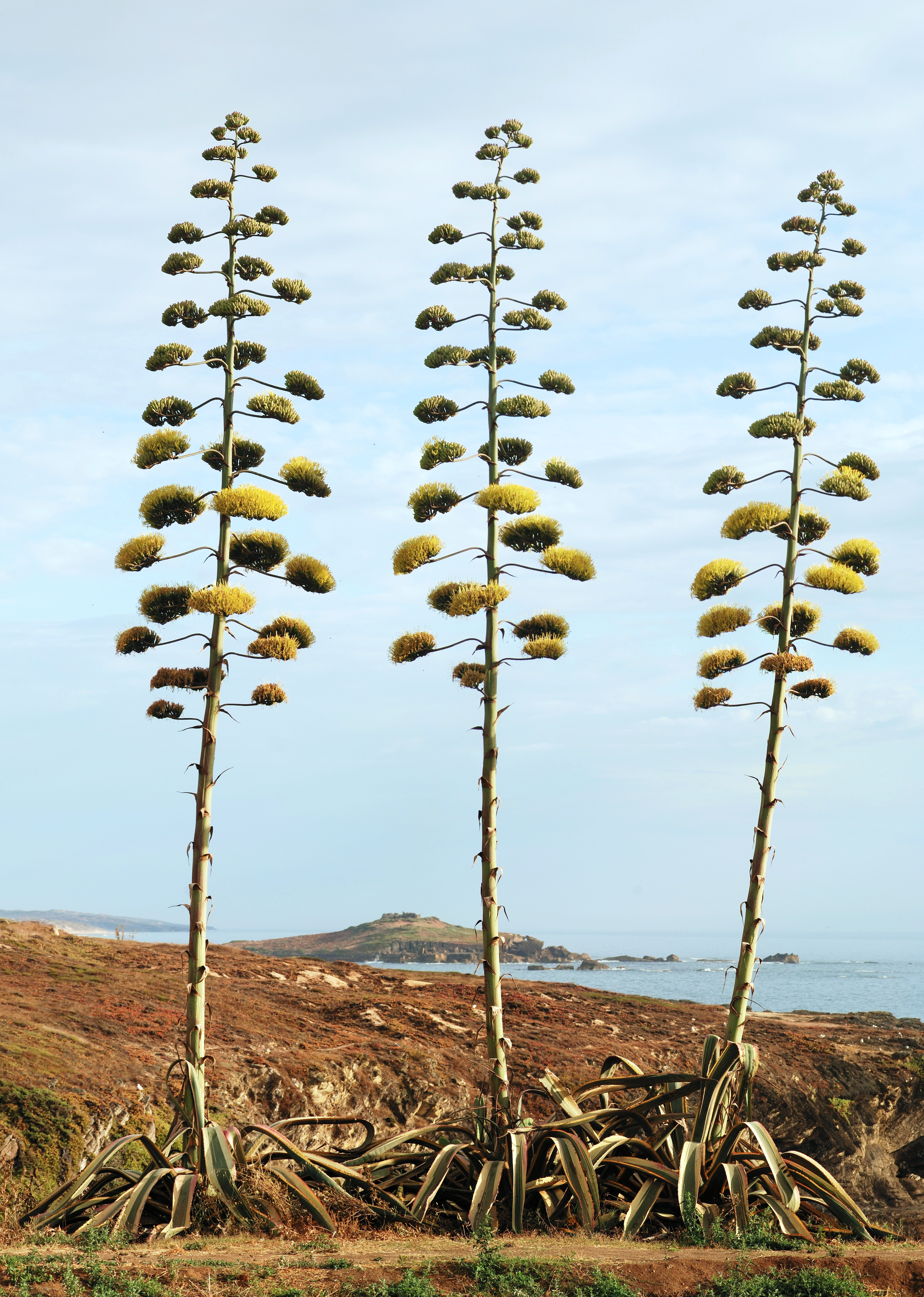
Agave americana en plena floración.

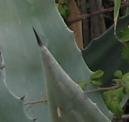
Espinas al extremo de una hoja.

El agave amarillo o pita (Agave americana) es una planta perenne perteneciente a la familia Agavaceae. Originaria de México y el sur de Estados Unidos, se ha distribuido mundialmente como planta ornamental y naturalizado en muchas regiones como Sudamérica, Cuenca mediterránea, las Islas Canarias, Asia, Australia y Nueva Caledonia.

## Descripción
Es una planta perenne acaule resistente a terrenos áridos. Las hojas suculentas son grandes (1-2 m por 15-25 cm), lanceoladas, de color blanco-azulado, blanco-grisáceo, verde o variegadas. Se disponen en espiral alrededor del centro donde permanecen enrolladas a un corto tallo central (denominado en México cayote).
Poseen espinas a lo largo de los bordes, que pueden ser ondulados o dentados, de casi 2 cm. Una espina apical de unos 5 cm de longitud y de hasta 1 cm de ancho en la base.
Florece una sola vez hacia el final de su ciclo vegetativo, fenómeno conocido como monocarpismo, produciendo una inflorescencia terminal de unos ocho o diez metros de altura y una anchura superior a los 10 cm de diámetro. Desde más de la mitad de su longitud van saliendo pequeñas ramas en forma de panícula abierta, terminando cada una en un grupo de flores hermafroditas de color amarillo-verdoso. Cada flor tiene un tamaño de unos 5 a 10 cm, y son polinizadas habitualmente por murciélagos. El fruto es una cápsula trígona y alargada. A lo largo de su vida emite gran número de hijuelos o retoños de raíz.

## Historia
Cristóbal Colón describió en una ocasión que él había visto en el Caribe una planta que confundió con el aloe. Otros viajeros europeos, observarían su notoria presencia en zonas semidesérticas de Las Américas (razón de su nombre). El botánico Rudolf Jakob Camerarius escribió en una de sus obras que en el jardín botánico de Pisa florecía en 1583 un aloe americano; este no era otra cosa que agave americana que efectivamente floreció por primera vez en Europa en el Jardín botánico de Pisa.
En 1569 los botánicos Pierre Pena y Mathias de Lobel hicieron un viaje por Inglaterra y en Londres visitaron el jardín botánico donde se encontraron con una buena colección de plantas suculentas de las Indias Occidentales, entre ellas el Agave americana.
Esta planta formó parte de las ilustraciones de la Iconografía Phytanthoza, un bonito libro de Johann W. Weinmann, primer ilustrador botánico.

## Usos

### Ornamental
Se usa ampliamente como ornamental. Existen variedades, especialmente Agave marginata (con el borde de las hojas de color blanco amarillento) y A. medio-picta (con una banda en medio de la hoja en vez del extremo).

### Bebida
Seguramente su uso más conocido es la producción de un licor destilado llamado mezcal, del que existen numerosas variedades, entre las que figura un mezcal conocido en todo el mundo, el tequila. El zumo azucarado extraído de la savia del tallo floral antes de la floración se fermenta para producir una bebida alcohólica, llamada pulque —una de las especies utilizada para elaborar la bebida—, que a su vez se destila para obtener el mezcal.

### Terapéutico
En América Central diferentes partes de la planta se utilizan externa e internamente para diversas dolencias. La savia como cataplasmas sobre heridas. Ingerida como tratamiento para diarrea, disentería, para evitar el estreñimiento, la indigestión, flatulencia, contra la ictericia y como laxante. La infusión de hojas como purgante y la raíz como diaforético y diurético.
Según investigadores de la Universidad Autónoma de Guadalajara, un compuesto del agave podría mejorar radicalmente los tratamientos para enfermedades del colon. 
"Las fructanas son unos compuestos —carbohidratos— que no son digeridos por el estómago debido a sus características químicas", afirma el doctor Guillermo Toriz. Los investigadores sabían que ciertas plantas, como la achicoria, las alcachofas y la cebolla, contienen fructanas. 
Sin embargo, sólo muy pocas plantas, como el agave, contienen fructanas en una proporción suficientemente grande. 
"El 80% del peso de la piña de agave son estos carbohidratos que no se degradan en el estómago", dice el investigador. "Por lo que pensamos que por medio de una modificación química podríamos utilizarlos para encapsular fármacos que puedan llegar virtualmente intactos al colon". 
Además, explica el científico, está el valor agregado de que las fructanas por sí mismas son muy beneficiosas para todo el ambiente de la flora —o microbiota— intestinal. "Las fructanas son un compuesto probiótico, un alimento que contiene microorganismos vivos que permanecen activos en el intestino y tienen un efecto muy beneficioso en la microbiota intestinal", explica Toriz, "Así que las fructanas tienen un doble beneficio: pueden transportar un fármaco específico al colon y fomentan el crecimiento de bacterias beneficiosas en el intestino", agrega.

### Otros usos
Se cultiva aún por la fibra textil de sus hojas, llamada pita, para producir cuerda, redes y otros objetos. Su elaboración consiste en machacar las hojas de la planta hasta hacer que se desprenda su parte verde y húmeda. Así se logran las fibras que hay en su interior. Luego se encordan éstas hasta fabricarse cuerdas de textura áspera de varios grosores y de un color casi blanco. Actualmente se emplean medios mecánicos y su uso es más escaso.

## Toxicidad
La savia de esta especie contiene cristales de oxalato cálcico que producen dermatitis por contacto.

## Especie invasora
Ha sido introducida en muchas regiones de Europa, Sudáfrica,Sudamérica,  la India y Australia.

### En España
Debido a su potencial colonizador y constituir una amenaza grave para las especies autóctonas, los hábitats o los ecosistemas, esta especie ha sido incluida en el Catálogo Español de Especies Exóticas Invasoras, regulado por el Real Decreto 630, del 2 de agosto de 2013, estando prohibida en España su introducción en el medio natural, posesión, transporte, tráfico y comercio. En las islas Canarias, se considera una especie invasora en todo el archipiélago desde su introducción en el sigo XVI. 

## Taxonomía
Agave americana fue descrita por Carlos Linneo y publicado en Species Plantarum 1: 323. 1753.
Etimología
Agave: nombre genérico que fue dado a conocer científicamente en 1753 por el naturalista sueco Carlos Linneo, quien lo tomó del griego Agavos. En la mitología griega, Ágave era una ménade hija de Cadmo, rey de Tebas que, al frente de una muchedumbre de bacantes, asesinó a su hijo Penteo, sucesor de Cadmo en el trono. La palabra agave alude, pues, a algo admirable o noble.
americana: epíteto geográfico que se refiere a su localización en América.
Sinonimia
- Agave complicata Trel. ex Ochot.
- Agave felina Trel.
- Agave melliflua Trel.
- Agave spectabilis Salisb.
- Aloe americana (L.) Crantz[15]

## Nombres vernáculos
- Castellano: acibara, agave, alcibara, alcibarón, alcimara, alcimarón, aloe, aloe americana, aloe americano, alzabara, alzavara, arroqueño, arzabara, arzabarón, atzahara, atzavara, azabara, azabarón, cabuyá, cardón, cimbara, donarda, figarasa, ágave, javila, magüey, maguey, metl, pita, pitaca, pitacón, pitaco, pita común, pitera, pitón, sábila, zabilla, zábila,[16] azul champagra del Perú, caraguatá del Paraguay, cardal del Paraguay, cocuí de Venezuela, champa de Loja, champagra azul del Perú, chuchau del Perú, cucuí de Venezuela, henequén de la isla de Santo Domingo, mezcal de las Californias, nequen de la isla de Santo Domingo,[17] maguey amarillo, galime, tepehuán.